# Kazimierz Burzyński (zm. 1864)
Kazimierz Burzyński (zm. w lutym 1864 roku w Radomiu) – oficer i intendent w powstaniu styczniowym.
Był urzędnikiem naczelnika powiatu radomskiego. Służył w oddziale Czachowskiego. Ujęty przez oddział Czengierego w Opatowskiem. Powieszony w Radomiu.